# Armia Wielkopolska

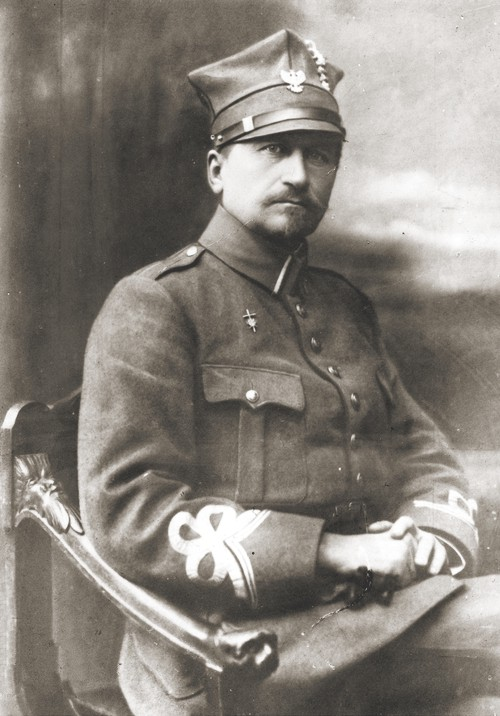
Józef Dowbor-Muśnicki jako dowódca Armii Wielkopolskiej

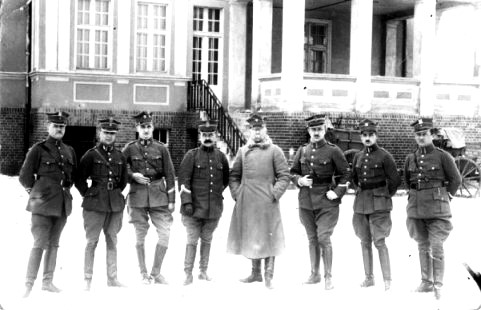
Powstańcy wielkopolscy.

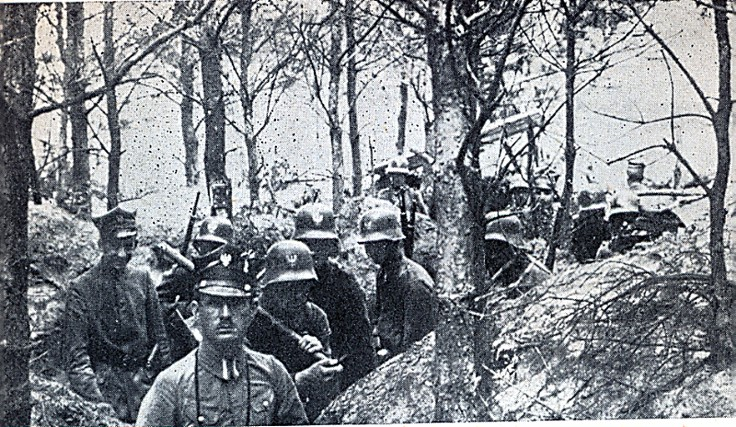
Powstańcy wielkopolscy w okopach, styczeń 1919

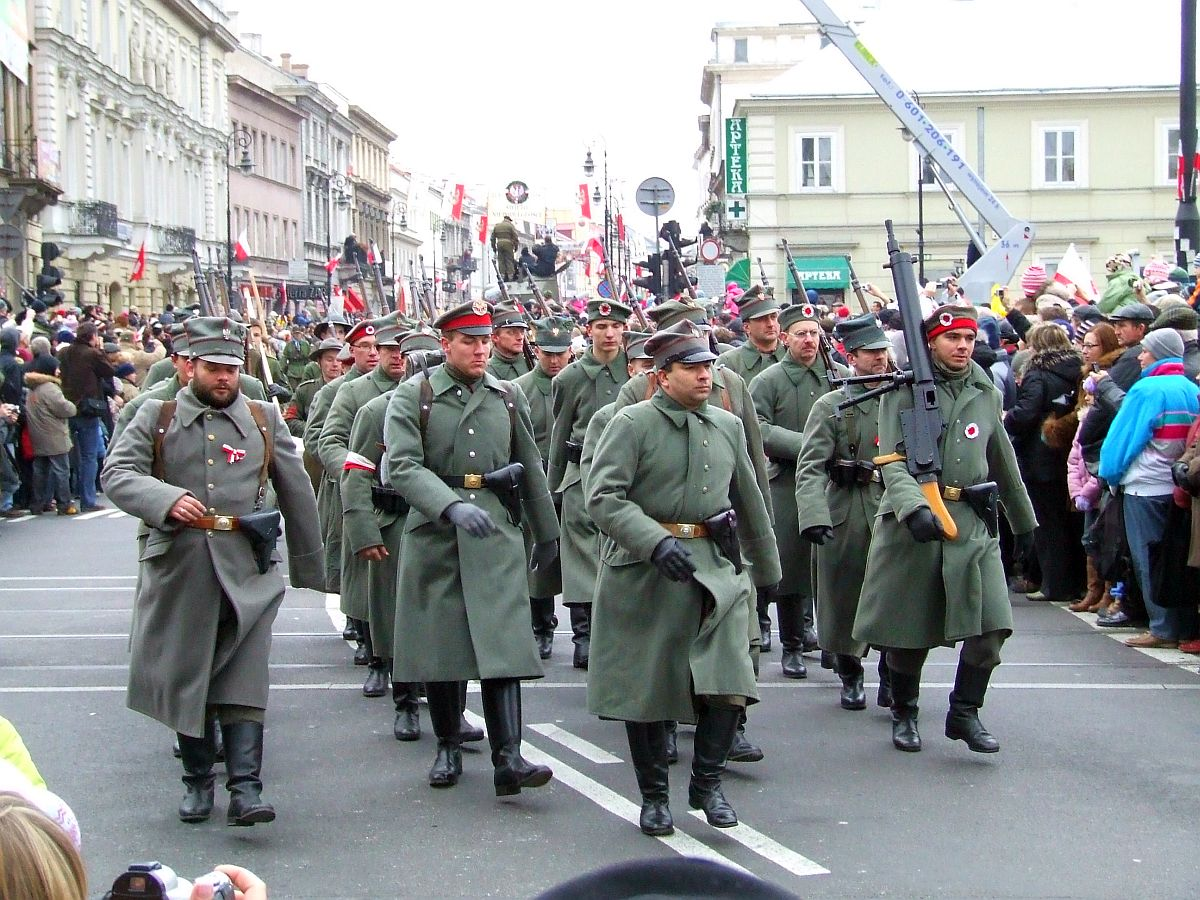
Powstańcy wielkopolscy – rekonstrukcja, obchody Święta Niepodległości w Warszawie, 2007

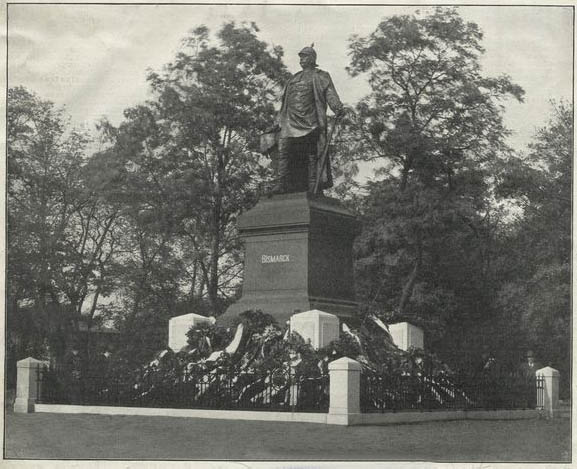
Pomnik Ottona von Bismarcka w Poznaniu na początku XX wieku.

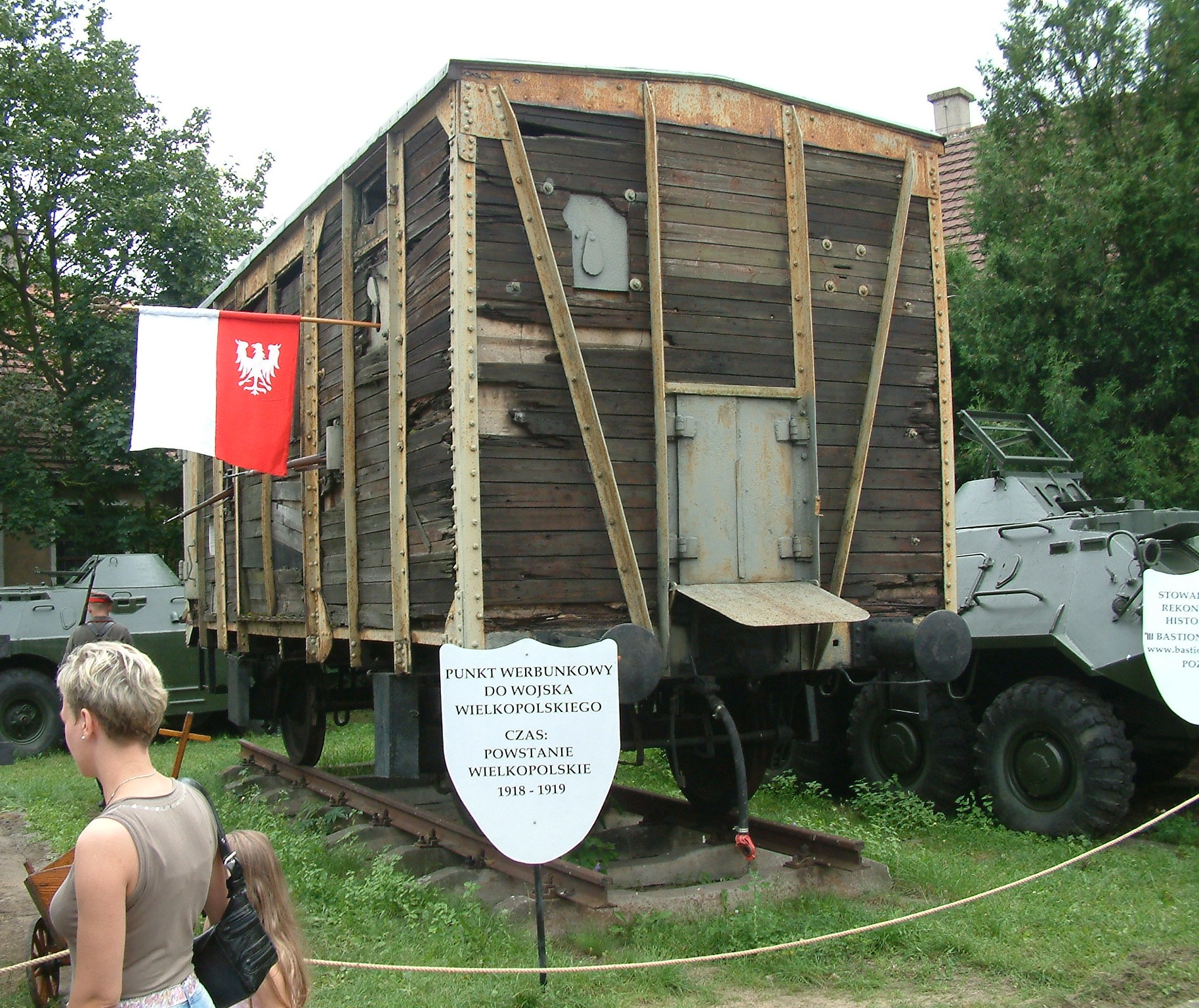
Improwizowany wagon szturmowy ze składu pociągu pancernego „Poznańczyk” z okresu powstania, Muzeum Broni Pancernej w CSWL w Poznaniu

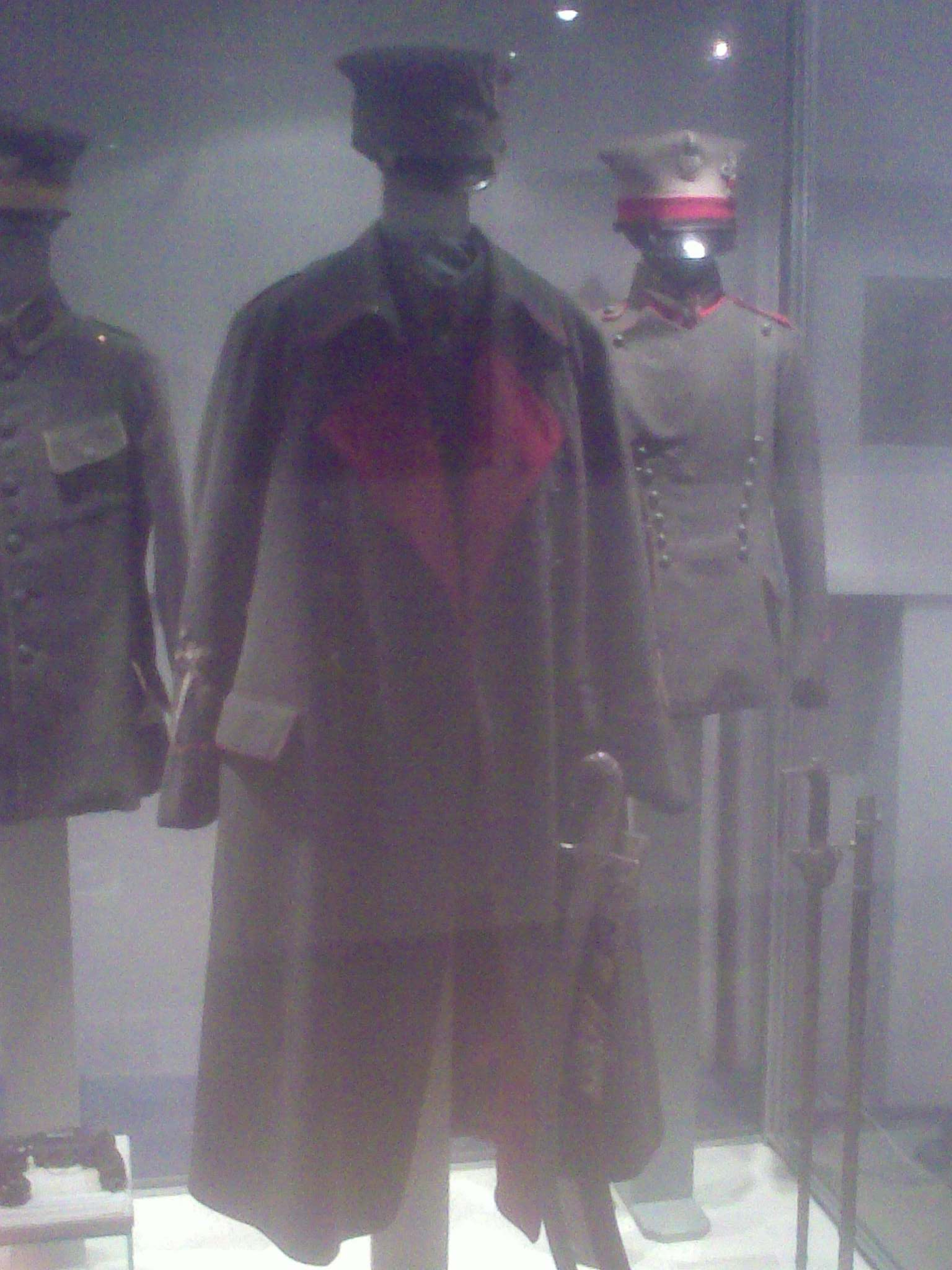
Mundur gen. J. Dowbor-Muśnickego, dowódcy Armii Wielkopolskiej, ze zbiorów Muzeum Wojska Polskiego w Warszawie

Armia Wielkopolska, Wojsko Wielkopolskie (właściwie: Siły Zbrojne Polskie w byłym zaborze pruskim) – polska formacja wojskowa okresu powstania wielkopolskiego 1918–1919, podporządkowana Komisariatowi Naczelnej Rady Ludowej.

## Organizacja i rozbudowa armii
Rozkaz dzienny nr 2 z 7 stycznia 1919 roku dokonał podziału opanowanych ziem na siedem Okręgów Wojskowych:
- I Okręg: Poznań Miasto, Poznań Wschód, Poznań Zachód (dowódca: rtm. Bolesław Koperski),
- II Okręg: Września, Środa, Witkowo, Gniezno (ppłk Kazimierz Grudzielski),
- III Okręg: Wyrzysk, Bydgoszcz, Szubin, Inowrocław, Strzelno, Mogilno, Żnin, Wągrowiec (mjr Napoleon Koczorowski)[1],
- IV Okręg: Chodzież, Czarnków, Wieleń, Skwierzyna, Międzychód, Szamotuły, Oborniki (ppor. Zdzisław Orłowski),
- V Okręg: Międzyrzecz, Nowy Tomyśl, Grodzisk, Babimost, Śmigiel, Kościan, Wschowa, Leszno (ppor. Kazimierz Zenkteler),
- VI Okręg: Śrem, Jarocin, Pleszew, Gostyń, Rawicz, Krotoszyn, Koźmin Wielkopolski (ppor. Zbigniew Ostroróg-Gorzeński),
- VII Okręg: Ostrów Wielkopolski, Odolanów, Ostrzeszów, Kępno (ppor. Władysław Wawrzyniak).

Następnego dnia, Rozkazem dziennym nr 8 stworzono kolejne dwa Okręgi:
- VIII Okręg: Inowrocław, Strzelno (ppor. Paweł Cyms),
- IX Okręg: Kościan, Śmigiel, Leszno, Wschowa (ppor. Gomerski).

Władze stwierdziły konieczność zwiększenia liczebności oddziałów powstańczych, stąd 17 stycznia ogłoszono pobór do Armii Wielkopolskiej – objął on roczniki: 1897, 1898 i 1899. Następnego dnia dokonano podziału frontu na kilka odcinków: północny, zachodni, południowo-zachodni („Grupa Leszno”) i południowy.
21 stycznia 1919 r. NRL ustaliła rotę przysięgi Armii Wielkopolskiej. Z tego powodu pojawił się konflikt pomiędzy Radą a szefem sztabu, piłsudczykiem Stachiewiczem. W sytuacji, gdy przedstawiciele Wielkopolski zasiadali w rządzie w Warszawie, a Trąmpczyński miał zostać marszałkiem Sejmu Ustawodawczego, NRL wciąż obstawała przy formalnej przynależności ziem wielkopolskich do Prus. Tekst przysięgi zobowiązywał więc żołnierzy do wierności Radzie, a nie władzom warszawskim.
26 stycznia 1919 r. żołnierze Armii Wielkopolskiej, wraz z gen. Dowborem-Muśnickim, złożyli uroczystą przysięgę na placu Wilhelmowskim, przemianowanym wówczas na plac Wolności w Poznaniu.

W obliczu Boga Wszechmogącego w Trójcy Świętej Jedynego ślubuję, że Polsce, Ojczyźnie mojej i sprawie całego Narodu Polskiego zawsze i wszędzie służyć będę, że kraju Ojczystego i dobra narodowego do ostatniej kropli krwi bronić będę, że Komisarzowi Naczelnej Rady Ludowej w Poznaniu i dowódcom, i przełożonym swoim mianowanym przez tenże Komisariat, zawsze i wszędzie posłuszny będę, że w ogóle tak zachowywać się będę, jak przystoi na mężnego i prawego żołnierza-Polaka, że po zjednoczeniu Polski złożę przysięgę żołnierską, ustanowioną przez polską zwierzchność państwową.

Podpisanie rozejmu nie oznaczało automatycznego zaprzestania wszelkich działań zbrojnych. Nie zostało określone, kiedy układ wchodzi w życie, a Niemcy – wbrew postanowieniom rozejmu – zatrzymali tereny ciągnące się od Miałów na północy, poprzez Międzychód i Zbąszyń na południu. 18 lutego 1919 doszło do potyczki pod Rynarzewem, Polacy zdobyli wówczas pociąg pancerny.
W kwietniu 1919 r. generał Dowobor-Muśnicki zajął się przede wszystkim rozbudową Armii Wielkopolskiej. Równocześnie z ogłoszeniem poboru przystąpiono do formowania trzech dywizji strzelców, brygady jazdy i brygady artylerii ciężkiej oraz pięciu eskadr lotniczych, a także formacji i zakładów służb. Każda dywizja strzelców składać się miała z dwóch brygad po dwa pułki strzelców, pułku artylerii polowej, batalionu saperów, kompanii telegraficznej. Brygada jazdy miała liczyć trzy pułki ułanów. Zrezygnowano z organizacji brygady artylerii ciężkiej na rzecz utworzenia brygad artylerii w każdej z dywizji strzelców. Z pięciu zaplanowanych eskadr lotniczych sformowano cztery, w tym dwie wywiadowcze i dwie myśliwskie.
- 1 Dywizja Strzelców Wielkopolskich;
- 2 Dywizja Strzelców Wielkopolskich;
- 3 Dywizja Strzelców Wielkopolskich;
- I Brygada Jazdy Wielkopolskiej;
- I Brygada Artylerii Ciężkiej Wielkopolskiej;
- Wojska Lotnicze;
- I Batalion Telegrafistów Wielkopolskich;
- II Batalion Telegrafistów Wielkopolskich.

3 maja 1919 część armii wzięła udział w defiladzie, która odbyła się na podpoznańskim lotnisku Ławica. Siły wielkopolskie liczyły sobie już wówczas ok. 70 tys. żołnierzy.

24 maja 1919 konieczność wprowadzenia jednolitego dowództwa zauważył gen. Dowbor-Muśnicki, który pisał do Komisariatu NRL: 

Ze względu na ogólną sytuację wojskową i grożące niebezpieczeństwo rozszerzenia się walki z Niemcami na całą granicę polsko-niemiecką uważam za wskazanie ześrodkowanie w jednym ręku dowództwa nad całym ewentualnym frontem zachodnim i wnoszę do Komisariatu NRL o poczynienie odpowiednich w tym kierunku kroków."

 Dowbor-Muśnicki myślał o sobie, jako o dowódcy całości sił polskich na froncie zachodnim.
7 sierpnia 1919 r. Naczelne Dowództwo WP rozkazem nr 2536/III nakazało Dowództwu Sił Zbrojnych w byłym zaborze pruskim przystąpić do formowania 4 Dywizji Strzelców Wielkopolskich, której zadaniem miało być zajęcie Pomorza. 16 sierpnia tego roku dywizję przemianowano na Dywizję Strzelców Pomorskich.

## Dowódcy Wojsk Wielkopolskich
Pierwszym dowódcą Armii (jak i całego powstania) był mjr Stanisław Taczak, lecz z przyczyn personalnych (zbyt niski stopień) i politycznych (dopuszczał do organizacji rad żołnierskich) Józef Piłsudski zaproponował komisariatowi NRL dwóch innych kandydatów na to stanowisko: gen. Eugeniusza de Henninga-Michaelisa i gen. Józefa Dowbora-Muśnickiego. Ostatecznie Rada wybrała Muśnickiego i to on 11 stycznia otrzymał mocą dekretu NRL tytuł "Głównodowodzącego wszystkich Sił Zbrojnych Polskich byłego zaboru pruskiego".
| Zdjęcie | Imię i nazwisko       | Stopień  | Okres urzędowania                |
| ------- | --------------------- | -------- | -------------------------------- |
|         | Stanisław Taczak      | mjr      | 27 grudnia 1918–11 stycznia 1919 |
|         | Józef Dowbor-Muśnicki | gen. por | 11 stycznia – 25 maja 1919       |

## Scalenie Armii Wielkopolskiej z Wojskiem Polskim
25 maja 1919 r. Armia Wielkopolska podporządkowana została Naczelnemu Dowództwu WP, przy zachowaniu jej odrębnej organizacji. Natomiast w dniu 30 maja tego roku przekształcono Straż Ludową w Wojska Obrony Krajowej. Rozkazem z 6 lutego 1920 roku ostatecznie nastąpiło zjednoczenie Wojska Polskiego i Armii Wielkopolskiej. Z chwilą włączenia do Wojska Polskiego wszystkie wielkie jednostki oraz samodzielne oddziały i pododdziały wielkopolskie zostały przemianowane. Ich nazwy dostosowano do obowiązującego w WP nazewnictwa jednostek. Nadane zostały im kolejne numery, po jednostkach sformowanych w kraju i jednostkach byłej Armii Polskiej we Francji. Funkcje dowódcze w wojskach wielkopolskich objęło również wielu służących wcześniej z Dowborem-Muśnickim w I Korpusie Polskim na Wschodzie, a później w Wojsku Polskim oficerów np. gen. Daniel Konarzewski, gen. Michał Milewski czy płk Stanisław Wrzaliński.
Wykaz jednostek Armii Wielkopolskiej włączonych do Wojska Polskiego.
| Nazwa i numer jednostki Wojska Wielkopolskiego Dowództwo Główne SZP w byłym zaborze pruskim – Piechota: 1 Dywizja Strzelców Wielkopolskich 2 Dywizja Strzelców Wielkopolskich 3 Dywizja Strzelców Wielkopolskich Pomorska Dywizja Strzelców (b. 4 DSW) I Brygada 1 DSW II Brygada 1 DSW I Brygada 2 DSW II Brygada 2 DSW I Brygada Pomorskiej Dywizji Strzelców II Brygada Pomorskiej Dywizji Strzelców I Brygada 3 DSW II Brygada 3 DSW 1 Pułk Strzelców Wielkopolskich 2 Pułk Strzelców Wielkopolskich 3 Pułk Strzelców Wielkopolskich 4 Pułk Strzelców Wielkopolskich 5 Pułk Strzelców Wielkopolskich 6 Pułk Strzelców Wielkopolskich 7 Pułk Strzelców Wielkopolskich 8 Pułk Strzelców Wielkopolskich 9 Pułk Strzelców Wielkopolskich 10 Pułk Strzelców Wielkopolskich 11 Pułk Strzelców Wielkopolskich 12 Pułk Strzelców Wielkopolskich Toruński Pułk Strzelców Grudziądzki Pułk Strzelców Starogardzki Pułk Strzelców Kaszubski Pułk Strzelców 1 Pułk Rezerwowy 2 Pułk Rezerwowy (b. 1 Pułk Obrony Krajowej) Bytomski Pułk Strzelców Jazda: I Brygada Jazdy Wielkopolskiej 1 Pułk Ułanów Wielkopolskich 2 Pułk Ułanów Wielkopolskich 3 Pułk Ułanów Wielkopolskich 4 Pułk Ułanów Nadwiślańskich (b. 4 p.uł.wlkp) Artyleria: I Brygada Artylerii Wielkopolskiej II Brygada Artylerii Wielkopolskiej nie istniała III Brygada Artylerii Wielkopolskiej 1 Pułk Artylerii Ciężkiej Wielkopolskiej II i III/1 Pułku Artylerii Ciężkiej Wielkopolskiej 2 Pułk Artylerii Ciężkiej Wielkopolskiej – 1 Pułk Artylerii Polowej Wielkopolskiej 2 Pułk Artylerii Polowej Wielkopolskiej 3 Pułk Artylerii Polowej Wielkopolskiej Bateria Zapasowa Poznań-Główna Bateria Zapasowa Pomorskiej Dywizji Strzelców I Dywizjon Artylerii Konnej Wielkopolskiej Inspektorat Wojsk Lotniczych I Grupa Lotnicza Wielkopolska 1 Eskadra Polna Wielkopolska 2 Eskadra Lotnicza Wielkopolska 3 Eskadra Lotnicza Wielkopolska 4 Eskadra Bojowa Wielkopolska planowana piąta eskadra III Lotniczy Dywizjon Zapasowy Oficerska Szkoła Aeronautów-Obserwatorów Dowództwo Wojsk Aeronautycznych I Grupa Aeronautyczna 1 Polowa Kompania Aeronautyczna 2 Polowa Kompania Aeronautyczna 3 Polowa Kompania Aeronautyczna Kadra Oddziałów Aeronautycznych Ruchomy Park Aeronautyczny Oficerska Szkoła Aeronautyczna Saperzy: I Batalion Saperów Wielkopolskich II Batalion Saperów Wielkopolskich 3/I Batalionu Saperów Wielkopolskich 4/II Batalionu Saperów Wielkopolskich – Łączność: I Batalion Telegrafistów Wielkopolskich 1/I Batalionu Telegrafistów Wielkopolskich 2/I Batalionu Telegrafistów Wielkopolskich 3/I Batalionu Telegrafistów Wielkopolskich 4/I Batalionu Telegrafistów Wielkopolskich II Batalion Telegrafistów Wielkopolskich 1/II Batalionu Telegrafistów Wielkopolskich ?/II Batalionu Telegrafistów Wielkopolskich 4/II Batalionu Telegrafistów Wielkopolskich – Wojska samochodowe: I Wielkopolska Autokolumna Ciężarowa II Wielkopolska Autokolumna Ciężarowa III Wielkopolska Autokolumna Ciężarowa IV Wielkopolska Autokolumna Ciężarowa Służba sanitarna: Lazaret Polowy Kompania Sanitarna Służba weterynaryjna: Lazaret Koni Poczty polowe: Główna Poczta Polowa w Poznaniu Poczta Polowa Wielkopolska Nr 1 Poczta Polowa Wielkopolska Nr 2 Poczta Polowa Wielkopolska Nr 3 Poczta Polowa Wielkopolska Nr 4 Poczta Polowa Wielkopolska Nr 5 | Nazwa i numer jednostki nadane w Wojsku Polskim Dowództwo Frontu Wielkopolskiego Dowództwo Okręgu Generalnego „Poznań” Piechota: 14 Wielkopolska Dywizja Piechoty 15 Wielkopolska Dywizja Piechoty 17 Wielkopolska Dywizja Piechoty 16 Pomorska Dywizja Piechoty XXVII Brygada Piechoty XXVIII Brygada Piechoty XXIX Brygada Piechoty XXX Brygada Piechoty XXXI Brygada Piechoty XXXII Brygada Piechoty XXXIII Brygada Piechoty XXXIV Brygada Piechoty 55 Poznański Pułk Piechoty 56 Pułk Piechoty Wielkopolskiej 57 Pułk Piechoty Wielkopolskiej 58 Pułk Piechoty Wielkopolskiej 59 Pułk Piechoty Wielkopolskiej 60 Pułk Piechoty Wielkopolskiej 61 Pułk Piechoty Wielkopolskiej 62 Pułk Piechoty Wielkopolskiej 67 Pułk Piechoty Wielkopolskiej 68 Pułk Piechoty Wielkopolskiej 69 Pułk Piechoty Wielkopolskiej 70 Pułk Piechoty Wielkopolskiej 63 Toruński Pułk Piechoty 64 Grudziądzki Pułk Piechoty 65 Starogardzki Pułk Piechoty 66 Kaszubski Pułk Piechoty 155 Pułk Piechoty Wielkopolskiej 159 Pułk Piechoty Wielkopolskiej 167 Pułk Piechoty Jazda: VII Brygada Jazdy 15 Pułk Ułanów Poznańskich 16 Pułk Ułanów Wielkopolskich 17 Pułk Ułanów Wielkopolskich 18 Pułk Ułanów Pomorskich Artyleria: XIV Brygada Artylerii XV Brygada Artylerii XVI Brygada Artylerii XVII Brygada Artylerii 14 Pułk Artylerii Ciężkiej Wielkopolskiej 17 Pułk Artylerii Ciężkiej Wielkopolskiej 15 Pułk Artylerii Ciężkiej Wielkopolskiej 16 Pułk Artylerii Ciężkiej 15 Pułk Artylerii Polowej Wielkopolskiej 17 Pułk Artylerii Polowej Wielkopolskiej 14 Pułk Artylerii Polowej Wielkopolskiej włączona do 16 Pomorskiego Pułku Artylerii Polowej włączona do 16 pap VII Dywizjon Artylerii Konnej Wielkopolskiej rozformowany VII Grupa Lotnicza 12 Eskadra Wywiadowcza 13 Eskadra Myśliwska 14 Eskadra Wywiadowcza 15 Eskadra Myśliwska 21 Eskadra Niszczycielska III Lotniczy Dywizjon Zapasowy rozformowana – Batalion Zapasowy 1 Pułku Aeronautycznego – Oficerska Szkoła Aeronautyczna Saperzy: XV Batalion Saperów XIV Batalion Saperów XVII Batalion Saperów jak wyżej XVI Batalion Saperów Łączność: VII Batalion Telegraficzny 15 Kompania Telegraficzna Dywizyjna 7 Kompania Telegraficzna Ciężka 7 Kompania Telegraficzna Jazdy 16 Kompania Telegraficzna Dywizyjna rozformowany 14 Kompania Telegraficzna Dywizyjna 7 Kompania Telegraficzna Budowlana 17 Kompania Telegraficzna Dywizyjna 7 Kompania Telegraficzna Parkowa 7 Kompania Telegraficzna Szkolna 7 Kompania Telegraficzna Zapasowa Wojska samochodowe: 76 Kolumna Samochodów Ciężarowych 77 Kolumna Samochodów Ciężarowych 78 Kolumna Samochodów Ciężarowych 79 Kolumna Samochodów Ciężarowych Służba sanitarna: Szpital Polowy Nr 701 Szpital Polowy Nr 704 Szpital Polowy Nr 707 Szpital Polowy Nr 710 J (Jazdy) Szpital Polowy Nr 702 Szpital Polowy Nr 705 Szpital Polowy Nr 708 Służba weterynaryjna: Szpital Koni Nr 7 Szpital Koni Nr 14 Szpital Koni Nr 15 Poczty polowe: Główna Poczta Polowa Nr VI w Poznaniu (Dowództwo Okręgu Generalnego "Poznań") Poczta Polowa Nr 48 (2 Dywizja Strzelców Wielkopolskich) Poczta Polowa Nr 49 (Dowództwo Grupy Zachodniej Frontu Wielkopolskiego) Poczta Polowa Nr 50 (3 Dywizja Strzelców Wielkopolskich) Poczta Polowa Nr 51 (Dowództwo Frontu Wielkopolskiego) Poczta Polowa Nr 52 (1 Dywizja Strzelców Wielkopolskich) |

## Barwa, mundur i symbole Armii Wielkopolskiej
Guziki żołnierskie Armii Wielkopolskiej

Oznaczenia stopni wojskowych Armii Wielkopolskiej
| Stopień w piechocie i lotnictwie/jeździe/artylerii         | Współczesny odpowiednik | Oznaki stopnia |
| ---------------------------------------------------------- | ----------------------- | -------------- |
| strzelec/ułan/kanonier                                     | szeregowy               |                |
| starszy strzelec/st. ułan/st. kanonier                     | starszy szeregowy       |                |
| kapral/kapral/kapral                                       | kapral                  |                |
| plutonowy/plutonowy/plutonowy                              | plutonowy               |                |
| sierżant/wachmistrz/ogniomistrz                            | sierżant                |                |
| sierżant sztabowy/wachmistrz sztabowy/ogniomistrz sztabowy | sierżant sztabowy       |                |
| podporucznik/podporucznik/podporucznik                     | podporucznik            |                |
| porucznik/porucznik/porucznik                              | porucznik               |                |
| kapitan/rotmistrz/kapitan                                  | kapitan                 |                |
| major/major/major                                          | major                   |                |
| podpułkownik/podpułkownik/podpułkownik                     | podpułkownik            |                |
| pułkownik/pułkownik/pułkownik                              | pułkownik               |                |
| generał podporucznik                                       | generał brygady         |                |
| generał porucznik                                          | generał dywizji         |                |
| generał broni                                              | generał broni           |                |